# Xystrocera janthinicornis
Xystrocera janthinicornis là một loài bọ cánh cứng trong họ Cerambycidae.